# Свети Георги (Воиславци)
Вижте пояснителната страница за други значения на Свети Георги.
„Свети Георги“ (на македонска литературна норма: „Свети Ѓорѓи“) е възрожденска православна църква в радовишкото село Воиславци, Република Македония. Част е от Брегалнишката епархия на Македонската православна църква – Охридска архиепископия.
Храмът е гробищен и е разположен на километър югозападно от селото. Изграден е в 1883 година. Храмът не е изписан. Автор на иконите в църквата е видният български зограф Гаврил Атанасов. В църквата работи и струмишкият зограф Григорий Пецанов.